# Дракула у Стамбулі
Дракула у Стамбулі (тур. Drakula İstanbul'da) — турецька екранізація оригінального роману Брема Стокера «Дракула» 1952 року.
Сценарій був заснований на романі Алі Різи Сейфі 1928 року під назвою Kazıklı Voyvoda («Цепеш Воєвода») і є більш-менш перекладом роману Стокера, проте в ньому відсутній персонаж Ренфілда, а Ґюзін, турецький аналог Міни Гаркер, є артисткою, яка виступає у відвертому вбранні. Дракулу грає лисіючий Атіф Каптан. І роман, і фільм чітко пов'язані з історичним Владом Цепешем, князем і тричі воєводою Волощини. Це перший фільм, який зображує Дракулу з іклами.

## Сюжет
Йде 1952 рік. Адвокат Азмі їде до Румунії, щоб укласти угоду з графом Дракулою щодо нерухомості. Азмі зупиняється в заїжджому дворі в Бистриці, де зустрічає наляканих, забобонних людей. Їх лякає ім'я Дракули, а також те, що це 14 число місяця — день поганих прикмет. Одна жінка застерігає його, щоб він не йшов, але Азмі каже, що має при собі амулет для захисту. Готельна машина відвозить Азмі лише на деякий час, а потім його забирає власна карета Дракули. Граф сам, інкогніто, під'їжджає в кареті до замку. Він вітається з Азмі, допомагає йому з валізами і проводить до кімнати. Дракула виправдовується, чому немає його слуг і чому він не планує вечеряти. Азмі насолоджується вечерею, до якої граф не приєднується. Дракула розповідає Азмі про історію Трансільванії, зокрема про свого «предка» Влада Цепеша. Надворі виють вовки, і граф зауважує: «Послухайте їх — дітей ночі! Вони співають прекрасну пісню».
Несподівано з'являється горбатий слуга, який дає Азмі ключ від бібліотеки та попереджає його, щоб він не спав там. У бібліотеці граф наказує Азмі написати три листи додому, в яких він має повідомити, що вже покинув Трансильванію. Азмі та Дракула обговорюють продаж будинку в Стамбулі. Азмі ріже собі палець. Вигляд крові збуджує графа. Азмі досліджує замок і засинає в одній з кімнат, а на нього нападає жінка-вампірка. Граф зупиняє напад, даючи жінці немовля, яким вона харчується. Азмі прокидається, наче від нічного кошмару, і Дракула допомагає йому повернутися до своєї кімнати. У бібліотеці Азмі знаходить книгу про вампірів — але всі сторінки про те, як їх знищити, вирвані. До замку приходить жінка, яка благає повернути їй дитину. Вовки її вбивають. Азмі знаходить сховище, в якому граф спочиває в ящику, схожому на труну, і намагається вбити графа лопатою, але зазнає невдачі. Пізніше Дракула намагається напасти на Азмі, але втручається його слуга, і Дракула вбиває його. Прокукурікав півень, і Дракула зник. Наступної ночі, виглянувши у вікно, Азмі бачить, як Дракула спускається вниз головою по зовнішній стіні. Азмі повертається до сховища, в якому граф спочиває у своїй скриньці, і знову намагається вбити графа лопатою, але невдало. Він також розряджає в графа револьвер, але постріли не завдають йому шкоди. Після цього Азмі тікає.
У Туреччині, дружина Азмі, Ґюзін, отримує одного з його листів. Вона хвилюється, бо це перша звістка від нього за останні десять днів. Ґюзін проводить час зі своєю найкращою подругою Садан. Мати Садан, у якої хворе серце, каже, що Садан останнім часом хворіє і ходить уві сні, хоча Садан здається щасливою, адже нещодавно вона заручилася з Тураном. Ґюзін і Садан йдуть на берег моря, і під час прогулянки зустрічають чотирьох чоловіків, які несуть схожу на труну коробку, за їхніми словами, повну бруду з Румунії. Чоловіки розповідають, що двоє інших чоловіків, найнятих для перевезення ящиків із землею, зникли в дорозі. Тієї ночі Садан ходить уві сні. Ґюзін іде за нею до берега моря і бачить, як на неї біля підніжжя приморських сходів полює Дракула, а потім зникає. Ґюзін відводить Садан до її кімнати. Садан починає страждати на таємничу хворобу, яка робить її блідою і слабкою. Її хвороба спантеличує доктора Акіфа, і доктора Нурі викликають оглянути Садан, помітивши у неї дві крихітні ранки на шиї. Тим часом Ґюзін дізнається, що Азмі одужує в лікарні в Едірне. Вона їде забрати його додому. Доктор Нурі рекомендує Садан переливання крові, а також кладе в її кімнату часник і готує вінок з нього, щоб вона носила його уві сні. Він попереджає, що вночі не можна відчиняти вікна. Тієї ночі мати Садан знімає з часнику намисто, а Граф розбиває вікно в кімнаті Садан і нападає на неї. Мати Садан, яка на той час все ще перебувала в кімнаті, помирає від серцевого нападу. Азмі та Ґюзін повертаються з Едірне, але запізнюються. Садан лежить на смертному одрі, сліди на її шиї зникли, а зуби стали довшими і гострішими. Вона з дивною спокусливістю звертається до Турана, але доктор Нурі не дає Турану поцілувати її. Садан помирає, її ховають, а потім вона воскресає як вампірка, який полює на дітей. Доктор Нурі, Азмі, Ґюзін, доктор Акіф і Туран домовляються об'єднати зусилля проти графа. Доктор Нурі розповідає іншим про свої підозри щодо Дракули, а також про його обмеження: він відступає від часнику, його можна вбити кілком у серце або відрубати голову. Доктор Нурі також виявляє, що рани в горлі дітей були зроблені не так само, як рани Садана, а зроблені самою Садан. Вночі доктор Нурі приводить доктора Акіфа, Азмі та Турана на кладовище. Усередині могили труна Садан порожня.
Тим часом Дракула переключає свою увагу на Ґюзін, заходячи до її будинку. Азмі повертається вчасно, щоб прогнати його зубчиком часнику. Наступного дня доктор Нурі та інші повертаються на цвинтар. Вони виявляють, що Садан повернулася до своєї могили. Тієї ж ночі доктор Нурі повертається на цвинтар з доктором Акіфом, Азмі та Тураном і чекає на Садан. Вона повертається до могили з дитиною, яку кидає, коли доктор Нурі та інші з нею сутикаються. Спробувавши задобрити Турана, вона відсахнулася від зубчика часнику, і її схопили. Чоловіки повертають Садан до могили, а Туран вбиває в неї палю. Доктор Нурі, Азмі, Туран і доктор Акіф проникають до будинку Дракули і знаходять коробки. Вони кладуть у них часник, а потім лягають і чекають на повернення графа. Того вечора виступає Ґюзін, танцівниця, яка повертається до мюзик-холу, щоб забрати свій часниковий вінок, який вона там залишила, і її затримує Дракула, який на неї чекав. Дракула заявляє про своє захоплення нею і бажання випити її крапля за краплею, вводить її в транс і змушує танцювати для нього.
Цю сцену перериває Азмі, саме тоді, коли Дракула збирається вкусити Ґюзін. Він кидає в графа зубчиком часнику. Дракула тікає. Азмі переслідує Дракулу до кладовища і знаходить його захованим у могилі. Він встромляє Дракулі кілок у серце. Після цього Азмі повертається додому до дружини. Він оголошує, що йому набрид часник, і він відмовляється більше тримати його вдома, навіть для приготування їжі.

## Акторський склад
- Атіф Каптан — Граф Дракула
- Енні Болл — Ґюзін
- Бюлент Оран — Азмі
- Кахіт Іргат — Туран
- Айфер Ферай — Садан
- Кемаль Емін Бара — Доктор Нурі
- Ешреф Кольчак
- Ахмет Даньял Топатан
- Мунір Джейхан — Доктор Акіф

## Спадщина
Ця екранізація Дракули примітна кількома аспектами.
- Це перша звукова екранізація, яка показує Дракулу з іклами. Цей образ став канонічним і згодом був використаний у багатьох інших адаптаціях історії про вампіра. Зображення Дракули з іклами докорінно змінило візуальне сприйняття цього персонажа і стало одним із найвідоміших його атрибутів.
- Це перша екранізація, яка показує, як він спускається по стінах, що стало візуальною відмінністю цього образу у подальших адаптаціях.
- Це перша екранізація, де він пропонує новонароджену дитину своїй жінці-вампірці
- Це перша екранізація, яка безпосередньо пов'язує Графа Дракулу та Влада Цепеша. Це надає фільму додаткової автентичності та глибини.
- Дія фільму відбувається в Стамбулі, що додає місцевий (турецький) колорит до класичної історії про вампіра. Такий підхід дозволив вибудовувати різні культурні адаптації сюжету.
- Фільм сприяв розвитку жанру хоррору в турецькому кінематографі. «Дракула в Стамбулі» став культовим фільмом у Туреччині, який досі обговорюється і аналізується кінокритиками як класичний взірець турецького хоррору.
- Фільм допоміг популяризувати легенду про Дракулу у всьому світі, особливо в ісламських країнах, де турецьке кіно було популярним.